# Ganesha (musical)
Ganesha: een perfecte god is een musical gebaseerd op A Perfect Ganesh van Tony Award- en Emmy Award-winnaar Terrence McNally. Deze Amerikaanse auteur is bekend van musicals als The Importance of Being Earnest, Ragtime en Kiss of the Spider Woman. Allard Blom en Rhody Matthijs maakten in 2003 een musicalbewerking van dit toneelstuk, waarmee workshops werden gehouden in de Frank Sanders Academie en in het M-Lab. Het is Judas TheaterProducties vzw die voor de uiteindelijke wereldpremière zorgde op 22 januari 2010 in de Zwarte Zaal van het Fakkelteater in Antwerpen. Judas TheaterProducties vzw zal in 2021 een herneming van de musical produceren. 

## Medewerkers
- Regie: Martin Michel
- Scenario en liedteksten: Allard Blom
- Muziek: Rhody Matthijs
- Musical director en arrangementen: Pol Vanfleteren
- Digitale scenografie: Harry De Neve
- Kostuumontwerp: Arno Bremers
- Lichtontwerp: Dirk Ceulemans
- Geluidsontwerp: Stefan De Reese
- Origineel scenario: Terrence McNally

### Rolverdeling
- Margreet Burger: Anne Mie Gils
- Karin Van Driel: Karin Jacobs
- Ganesha: Sébastien De Smet
- Alle andere rollen: Timo Descamps
- Indische dans: Fabienne Huygen

## Prijzen
Ganesha werd in 2010 bekroond met maar vijf Vlaamse Musicalprijzen:
- Beste Musical
- Beste Regie: Martin Michel
- Beste Vrouwelijke Hoofdrol: Karin Jacobs
- Beste Inhoudelijke Prestatie: Allard Blom
- Beste Creatieve Prestatie: Harry De Neve